# Sparda-Bank (Deutschland)
Die Sparda-Banken in Deutschland sind elf Genossenschaftsbanken, die im Verband der Sparda-Banken e. V. zusammengeschlossen sind. Sie sind traditionell spezialisiert auf das Privatkundengeschäft. Die elf rechtlich eigenständigen Banken arbeiten grundsätzlich nach dem Regionalprinzip, das heißt, dass jede der einzelnen Banken für ein festgelegtes Geschäftsgebiet zuständig ist und nur Kunden aus diesem Gebiet annimmt.

## Entwicklung
Die älteste Sparda-Bank wurde am 6. Mai 1896 als Spar- und Vorschuss-Verein der badischen Eisenbahnbeamten in Karlsruhe gegründet. Nach diesem Vorbild wurden auch andernorts gleichartige Genossenschaften gegründet, die sich im Frühjahr 1906 zum Revisionsverband der Eisenbahn-Spar- und Darlehnskassen in Kassel zusammenschlossen.

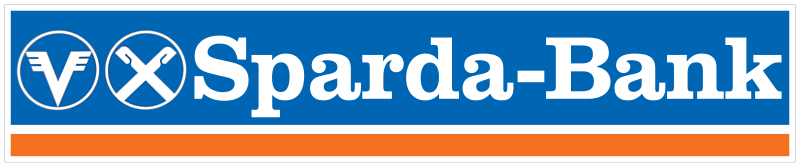
Logo der Sparda-Banken bis 2003

Vom Jahr 1969 an öffneten sich die Eisenbahner-Sparkassen zunächst anderen Beschäftigten im öffentlichen Dienst und ab 1974 allen Arbeitnehmern (regelmäßiger Zahlungseingang auf das Gehaltskonto wird erwartet). Die Zuständigkeitsbereiche der einzelnen Eisenbahnsparkassen waren bis zum Anfang der 1970er Jahre deckungsgleich mit den Grenzen der Bundesbahndirektionen. Als die dann anstehende Reform auch vorsah, Bundesbahndirektionen aufzulösen, fassten die Eisenbahnsparkassen am 20./21. Oktober 1970 in Aachen den Beschluss, ihre eigene Organisation beizubehalten und nicht an die neuen Direktionsgrenzen anzupassen.
Seit 1978 nennen sich die Eisenbahnsparkassen einheitlich Sparda-Banken. 1990 wurde die Reichsbahnsparkasse der DDR (Sitz: Ost-Berlin) in die Sparda-Bank Berlin umgewandelt. Die Reichsbahnsparkasse basierte im Kern auf dem 1875 in Schwerin gegründeten Spar- und Vorschuss-Verein für die Beamten der Mecklenburgischen Friedrich-Franz-Eisenbahn.
Im Mittelpunkt der Geschäftstätigkeit steht das standardisierte Privatkundengeschäft. Die Kunden erwerben mindestens einen Genossenschaftsanteil (die Höhe und die maximale Anzahl von zeichenbaren Anteilen wird von jeder Sparda-Bank individuell durch die Satzung festgelegt) und sind dadurch zusammen mit anderen Kunden Mitglied und Miteigentümer der Bank. Auf die Genossenschaftsanteile wird eine jährliche Dividende ausgezahlt (bei der Sparda-Bank Südwest zurzeit 3 Prozent, bei der Sparda-Bank Baden-Württemberg 3,5 Prozent).

## Girokonto
Das Girokonto mit Bankkarte ist bei manchen Sparda-Banken gebührenfrei. Allerdings erheben die Sparda-Banken (außer in Hessen) seit 2015 unterschiedlich hohe jährliche Gebühren für die Bankkarte.

## Verbund
Folgende Sparda-Banken sind im Verband der Sparda-Banken e. V. zusammengeschlossen, der für diese die Pflichtprüfungen als Prüfungsverband im Sinne des Genossenschaftsgesetzes vornimmt:
- Sparda-Bank Augsburg
- Sparda-Bank Baden-Württemberg (in Stuttgart, aus Fusion mit der Sparda-Bank Karlsruhe)
- Sparda-Bank Berlin
- Sparda-Bank Hamburg
- Sparda-Bank Hannover
- Sparda-Bank Hessen (in Frankfurt/Main, aus Fusion mit der Sparda-Bank Kassel)
- Sparda-Bank München
- Sparda-Bank Nürnberg
- Sparda-Bank Ostbayern (in Regensburg)
- Sparda-Bank Südwest (in Mainz, aus Fusion mit der Sparda-Bank Saarbrücken)
- Sparda-Bank West (in Düsseldorf, aus Fusionen mit den Sparda-Banken Essen, Köln, Wuppertal und später Münster)

Die Sparda-Banken sind Mitglied im Bundesverband der Deutschen Volksbanken und Raiffeisenbanken (BVR) und dessen Sicherungseinrichtung.
Gemeinsam mit anderen Banken gehören die Sparda-Banken dem Cashpool an, der den Kunden seiner Mitglieder institutsübergreifend kostenfreien Bezug von Bargeld ermöglicht. Einzelne Sparda-Banken haben zudem Vereinbarungen zur kostenlosen Geldabhebung an Postbank-Geldautomaten. Außerdem besteht auch die Möglichkeit, an Geldautomaten des Bankcard-Servicenetzes der deutschen Volks- und Raiffeisenbanken Bargeld-Verfügungen zu vergünstigten Gebühren vorzunehmen.

## Geschäftszahlen
Die zusammengefasste Bilanzsumme aller Sparda-Banken belief sich 2022 auf 84,9 Milliarden Euro. Ende 2022 betrug die Mitgliederzahl der Sparda-Banken rund 3,2 Millionen.

## Kennzahlenvergleich
|                   | Bilanzsumme in Mio. EUR | Einlagen in Mio. EUR | Mitglieder | Mitarbeiter | Geschäftsstellen/Standorte |
| ----------------- | ----------------------- | -------------------- | ---------- | ----------- | -------------------------- |
| Augsburg          | 1.691                   | 1.500                | 52.322     | 126         | 7                          |
| Baden-Württemberg | 15.553                  | 13.386               | 468.924    | 687         | 35                         |
| Berlin            | 7.038                   | 6.263                | 415.975    | 767         | 77                         |
| Hamburg           | 4.425                   | 4.033                | 214.460    | 336         | 19                         |
| Hannover          | 5.089                   | 4.336                | 195.431    | 408         | 11                         |
| Hessen            | 9.977                   | 9.021                | 283.928    | 394         | 35                         |
| München           | 9.436                   | 8.385                | 275.605    | 659         | 33                         |
| Nürnberg          | 5.108                   | 4.097                | 198.138    | 331         | 13                         |
| Ostbayern         | 3.144                   | 2.704                | 106.306    | 221         | 13                         |
| Südwest           | 11.140                  | 9.497                | 472.274    | 692         | 34                         |
| West              | 12.320                  | 10.958               | 543.477    | 847         | 43                         |
| Summe             | 84.921                  | 74.180               | 3.226.840  | 5.468       | 320                        |